# Franciscaanse klooster van Chocz
Het Franciscaanse klooster van Chocz (Pools: Klasztor Franciszkanów w Choczu) is in 1623 door de bisschop Andrzej Lipski als houten kerk voor de franciscanen gesticht. Broeder Mateusz Osiecki overzag vanaf 1733 de bouw van het klooster in steen en tussen 1750-1751 werd het interieur door Józef Eglauer voorzien van rococo-elementen. Het klooster werd op 27 oktober 1864 op last van de Tsaristische overheid gesloten, waarna de broeders in 1920 zouden terugkeren.

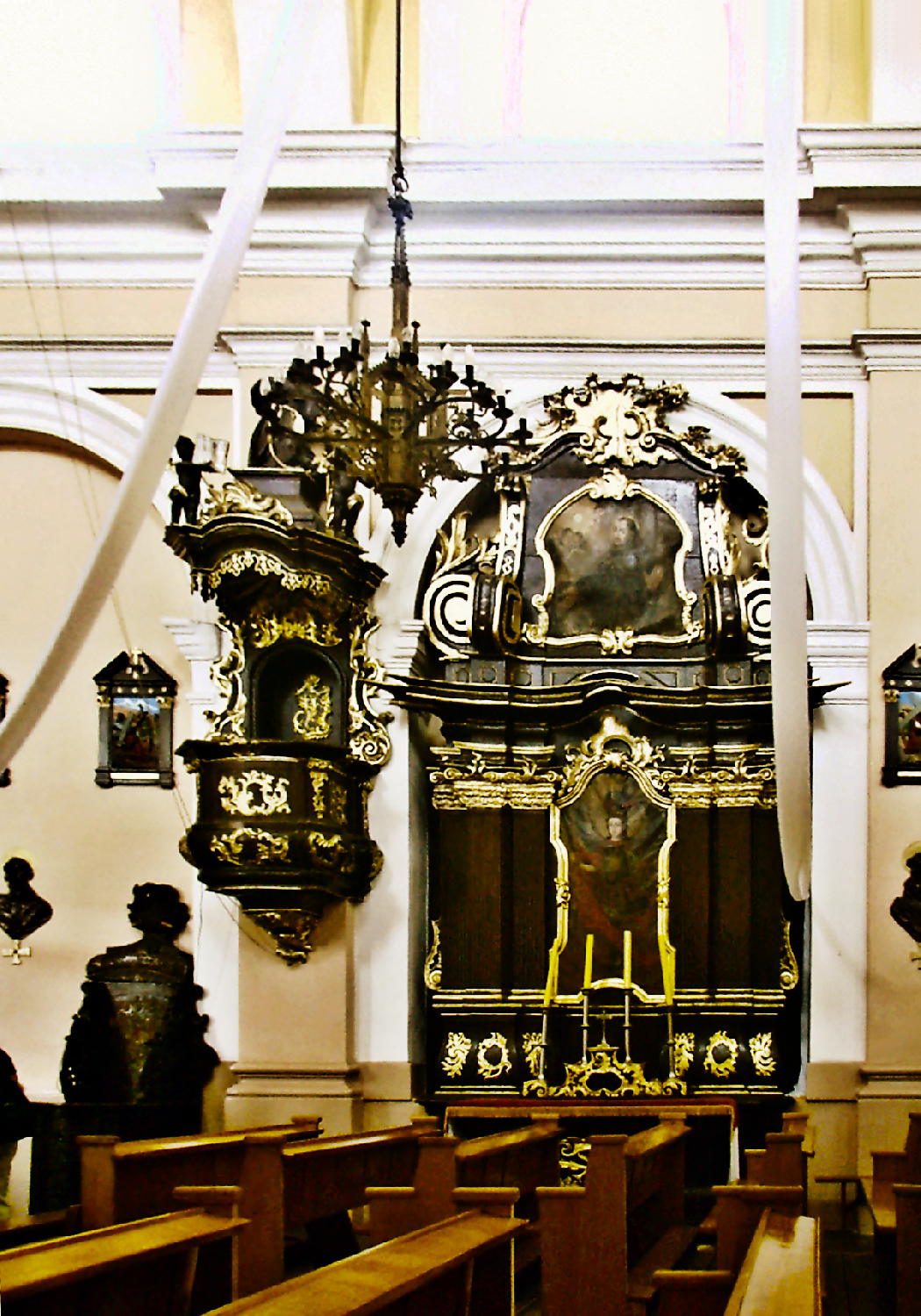